# Nannaria equalis
Nannaria equalis är en mångfotingart som beskrevs av Chamberlin 1949. Nannaria equalis ingår i släktet Nannaria och familjen Xystodesmidae. Inga underarter finns listade i Catalogue of Life.